# Waltenhofen (Egenhofen)
Waltenhofen ist ein Gemeindeteil von Egenhofen im oberbayerischen Landkreis Fürstenfeldbruck.

## Geografie
Das Kirchdorf liegt circa drei Kilometer südöstlich von Egenhofen. Der Ort ist über die Kreisstraße FFB 2 zu erreichen.

## Geschichte
Das kleine Straßendorf mit Kirche wurde 1226 erstmals erwähnt. Bis 1300 gab es mit den Waltenhofer einen eigenen Ortsadel. Der Besitz ging anschließend an die Münchner Patrizierfamilie Ridler. Der dem Landgericht Dachau unterstehende Ort gehörte im 18. Jahrhundert größtenteils dem Münchner Heilig-Geist-Spital. Im Rahmen der Neugliederung Bayerns kam Waltenhofen 1818 zur neugeschaffenen Gemeinde Wenigmünchen.

## Sehenswürdigkeiten

### Baudenkmäler
Siehe auch: Liste der Baudenkmäler in Waltenhofen
- Katholische Filialkirche Heilige Dreifaltigkeit

### Bodendenkmäler
Siehe: Liste der Bodendenkmäler in Egenhofen